# Acacia bucerophora
Acacia bucerophora é uma espécie de leguminosa do gênero Acacia, pertencente à família Fabaceae.